# Franziska Tschan
Franziska Tschan Semmer (* 25. Juli 1956) ist eine Schweizer Arbeits- und Organisationspsychologin. Zwischen 1995 und 2020 war sie ordentliche Professorin an der Universität Neuenburg.

## Leben
Franziska Tschan wuchs als mittleres von drei Kindern in einer Arbeiterfamilie in Wabern bei Bern auf. Sie ist verheiratet mit dem emeritierten Berner Professor für Arbeits- und Organisationspsychologie Norbert Semmer.

## Berufliche Karriere
Nach dem Besuch des Lehrerinnenseminars unterrichtete Tschan mehrere Jahre an Primarschulen und in Jugendheimen und engagierte sich stark für moderne Drogentherapie und in der Stiftung Terra Vecchia. Parallel dazu studierte sie auf dem zweiten Bildungsweg Psychologie an der Universität Bern, wo sie 1985 mit dem Lizenziat (Mastertitel) abschloss. Nach Postdoc-Jahren an den Universitäten von Utrecht (Niederlande), Pittsburgh (USA) und Texas A&M (USA) folgte 1995 die Berufung als ordentliche Professorin an das Institut für Arbeits- und Organisationspsychologie der Universität Neuenburg. 1998 erreichte Tschan Semmer die Habilitation an der Universität Bern.

## Forschung
Die Forschungsschwerpunkte von Tschan Semmer liegen bei Gruppen- und Team-Prozessen und deren Einfluss auf die Produktivität. Seit 2004 konzentrieren sich ihre Forschung und wissenschaftlichen Publikationen auf äussere Einflüsse, soziale Interaktionen und Emotionen im Arbeitsprozess in der Chirurgie. In zahlreichen Studien und Publikationen isolierte sie Faktoren, die sich auf die Qualität eines chirurgischen Eingriffs positiv bzw. negativ auswirken können. Dazu gehören der Einfluss von Faktoren wie Lärm, Qualität von Briefings, Stress, Geschlecht, Verwaltungsaufgaben, Wissensaustausch und Teamvertrautheit auf das Ergebnis eines chirurgischen Eingriffs. Die Forschungsarbeiten fanden und finden an den Universitäts-Kliniken Bern, Basel, Lausanne und Genf statt.

## Publikationen (Auswahl)
- S’arrêter pour mieux communiquer pendant une opération chirurgicale peut être décisif. In: RTS info. 18. Dezember 2021 (online).
- mit Sandra Keller u. a.: Effects of structured intraoperative briefings on patient outcomes: multicentre-before-and-after-study. In: British Journal of Surgery. Band 109, Nr. 1, Januar 2022, S. 136–144 (online).
- Studie aus Berner Inselspital zeigt: Viel Smalltalk im OP ist gefährlich. In: Blick.ch. 13. Oktober 2015 (online).
- mit Joseph Edward McGrath: Temporal Matters in Social Psychology. Examining the Role of Time in the Lives of Groups and Individuals. Verlag American Psychological Association, 2003, ISBN 978-1-59147-053-3.
- Produktivität in Kleingruppen: Was machen produktive Gruppen anders und besser? Hogrefe, 2000, ISBN 978-3-456-83446-7.
- mit Klaus Grawe, Rolf Hänni, Norbert Semmer (Hrsg.): Über die richtige Art, Psychologie zu betreiben. Hogrefe, Göttingen / Toronto / Zürich 1993.
- mit Miriam Quammou, Jürg Baillod u. a.: Methadonbehandlungen im Kanton Bern: 1979–1989. Schweizerische Gesellschaft für Gesundheitspolitik (SGGP), 1993.